# Агате, Дидье
Дидье́ Ферна́н Агате́ (фр. Didier Fernand Agathe; род. 16 августа 1975, Сен-Пьер) — французский футболист и футбольный тренер. Будучи игроком, на позиции защитника выступал за футбольные клубы «Монпелье», «Олимпик Алес», «Рэйт Роверс», «Хиберниан», «Селтик» и «Астон Вилла».
После завершения карьеры игрока был главным тренером клубов «Дарем Сити» и Честер-ле-Стрит.

## Клубная карьера
Агате родился в Сен-Пьере, департамент Реюньон и начал футбольную карьеру в юношеской команде клуба «Монпелье». После перехода в клуб, у Дидье лопнул аппендицит и медицинское обследование выявило отсутствие хряща в правом колене. 24 апреля 1999 года в матче против «Осера» он дебютировал за новый клуб. В 1996 году на правах аренды перешёл в «Олимпик Алес», в составе клуба провёл 29 матчей и забил 4 гола.
В 1999 году после окончания контракта с «Монпелье», переехал в Англию, пытаясь найти клуб для продолжения карьеры. Находясь на просмотре в «Стокпорт Каунти», провалил медицинское обследование. После этого познакомился с агентом Вилли Маккеем, который предложил устроить его в шотландский клуб. Летом того же года присоединился к «Рэйт Роверс», которые проиграли четыре матча подряд, Агате сказал что играл на позиции нападающего, хотя ранее использовался лишь как крайний защитник. Несколько дней спустя он дебютировал за клуб против «Эйрдрионианс». По итогам сезона он сыграл 30 матчей и забил 7 голов.
Летом 2000 года перешёл в «Хиберниан». 30 июля в матче против «Харт оф Мидлотиан» он дебютировал в шотландском Премьершипе. В следующем туре против «Данди Юнайтед» отметился дебютным дублем.
Выступления за «Хиберниан», привлекли внимание главного тренера «Селтика» Мартина О’Нилла, который предпринял попытки подписать игрока. На медосмотре были выявлены проблемы с коленом, однако шотландский клуб завершил переход игрока за 27 тысяч фунтов.
14 октября 2000 года, Агате дебютировал на правом фланге в игре против «Сент-Миррена». После матча О’Нилл отметил что «Он был гениальным, пожалуй даже фантастическим. Я не предполагал что он сыграет больше 60 минут, но он показал свой темп и силу». В декабре против «Данди Юнайтед» ударом головой, Агате забил первый гол за «Селтик». По итогам сезона он стал чемпионом Шотландии, обладателем Кубка Шотландии и Кубка Шотландской лиги.
Главный тренер продолжал использовать Агате на позиции правого защитника и латераля, он помог «Селтику» ещё дважды стать чемпионом Шотландии и выйти в финал Кубка УЕФА 2003. В феврале 2004 года тренер сборной Шотландии Берти Фогтс выразил желание натурализовать игрока для выступлений за национальную сборную. В сезоне 2005/06 при Гордоне Стракане почти не появлялся на поле, в нём был заинтересован английский «Лидс Юнайтед». В феврале 2006 года расторг контракт с клубом.
Перед началом сезона 2006/07 находился на просмотре в «Блэкберн Роверс», однако покинул клуб из-за того, что тренер Марк Хьюз не дал ему гарантий на место в составе. После этого начал тренироваться с клубом «Астон Вилла», где руководил его бывший тренер Мартин О’Нилл, подписал краткосрочный контракт. 14 октября в поединке против «Тоттенхэм Хотспур» дебютировал в английской Премьер-лиге. В январе 2007 года покинул «львов» по окончании контракта. Всего провёл за клуб 5 матчей, во всех выходя на замену.
В 2007 году вернулся в Реюньон, подписав контракт с клубом «Сен-Пьерруаз». На базе клуба создал академию для юношеского футбола. В сентябре 2013 года в составе легенд «Селтика» принял участие в благотворительном матче против команды Стилияна Петрова.

## Тренерская карьера
В апреле 2020 года был назначен на пост главного тренера клуба Северной футбольной лиги «Дарем Сити». На момент приостановки сезона из-за пандемии коронавируса, клуб на семь очков отставал от нижней части таблицы, летом Агате организовал перестройку состава, пригласив игроков из нидерландских футбольных академий. В октябре был уволен из-за неудовлетворительных результатов, клуб набрал одно очко в первых девяти турах нового сезона.

## В кинематографе
В фильме Майкла Корренте «Цена победы» сыграл нападающего «Рейнджерс». Фильм получил смешанные отзывы критиков.

| Год  |   | Русское название | Оригинальное название | Роль         |
| ---- | - | ---------------- | --------------------- | ------------ |
| 2000 | ф | Цена победы      | A Shot at Glory       | нет в титрах |

## Достижения
«Селтик»
- Чемпион Шотландии: 2000/01, 2001/02, 2003/04
- Обладатель Кубка Шотландии: 2000/01, 2003/04, 2004/05
- Обладатель Кубка Шотландской лиги: 2000/01

## Статистика выступлений
| Клуб             | Сезон            | Лига | Лига | Кубок страны | Кубок страны | Кубок лиги | Кубок лиги | Прочие | Прочие | Итого | Итого |
| Клуб             | Сезон            | Игры | Голы | Игры         | Голы         | Игры       | Голы       | Игры   | Голы   | Игры  | Голы  |
| ---------------- | ---------------- | ---- | ---- | ------------ | ------------ | ---------- | ---------- | ------ | ------ | ----- | ----- |
| Монпелье         | 1998/99          | 2    | 0    | 0            | 0            | 0          | 0          | 1      | 0      | 3     | 0     |
| Монпелье         | Итого            | 2    | 0    | 0            | 0            | 0          | 0          | 0      | 0      | 3     | 0     |
| Рэйт Роверс      | 1999/00          | 30   | 7    | 1            | 0            | 0          | 0          | 1      | 0      | 32    | 7     |
| Рэйт Роверс      | Итого            | 2    | 0    | 0            | 0            | 0          | 0          | 0      | 0      | 32    | 7     |
| Селтик           | 2000/01          | 27   | 3    | 6            | 0            | 5          | 0          | 2      | 0      | 36    | 3     |
| Селтик           | 2001/02          | 20   | 1    | 3            | 0            | 1          | 0          | 8      | 1      | 32    | 2     |
| Селтик           | 2002/03          | 27   | 0    | 0            | 0            | 2          | 0          | 11     | 0      | 40    | 0     |
| Селтик           | 2003/04          | 28   | 5    | 5            | 0            | 0          | 0          | 14     | 1      | 47    | 7     |
| Селтик           | 2004/05          | 16   | 0    | 2            | 0            | 1          | 0          | 5      | 0      | 24    | 0     |
| Селтик           | 2005/06          | 4    | 0    | 0            | 0            | 0          | 0          | 0      | 0      | 4     | 0     |
| Селтик           | Итого            | 112  | 9    | 16           | 0            | 5          | 0          | 40     | 2      | 183   | 11    |
| Астон Вилла      | 2006/07          | 5    | 0    | 0            | 0            | 1          | 0          | 0      | 0      | 6     | 0     |
| Астон Вилла      | Итого            | 2    | 0    | 0            | 0            | 0          | 0          | 0      | 0      | 3     | 0     |
| Всего за карьеру | Всего за карьеру | 164  | 20   | 17           | 0            | 7          | 0          | 42     | 2      | 230   | 22    |